# Stenoxyphus expansus
Stenoxyphus expansus är en insektsart som beskrevs av Kevan, D.K.M. 1963. Stenoxyphus expansus ingår i släktet Stenoxyphus och familjen Pyrgomorphidae. Inga underarter finns listade i Catalogue of Life.